# Antonio Abondio

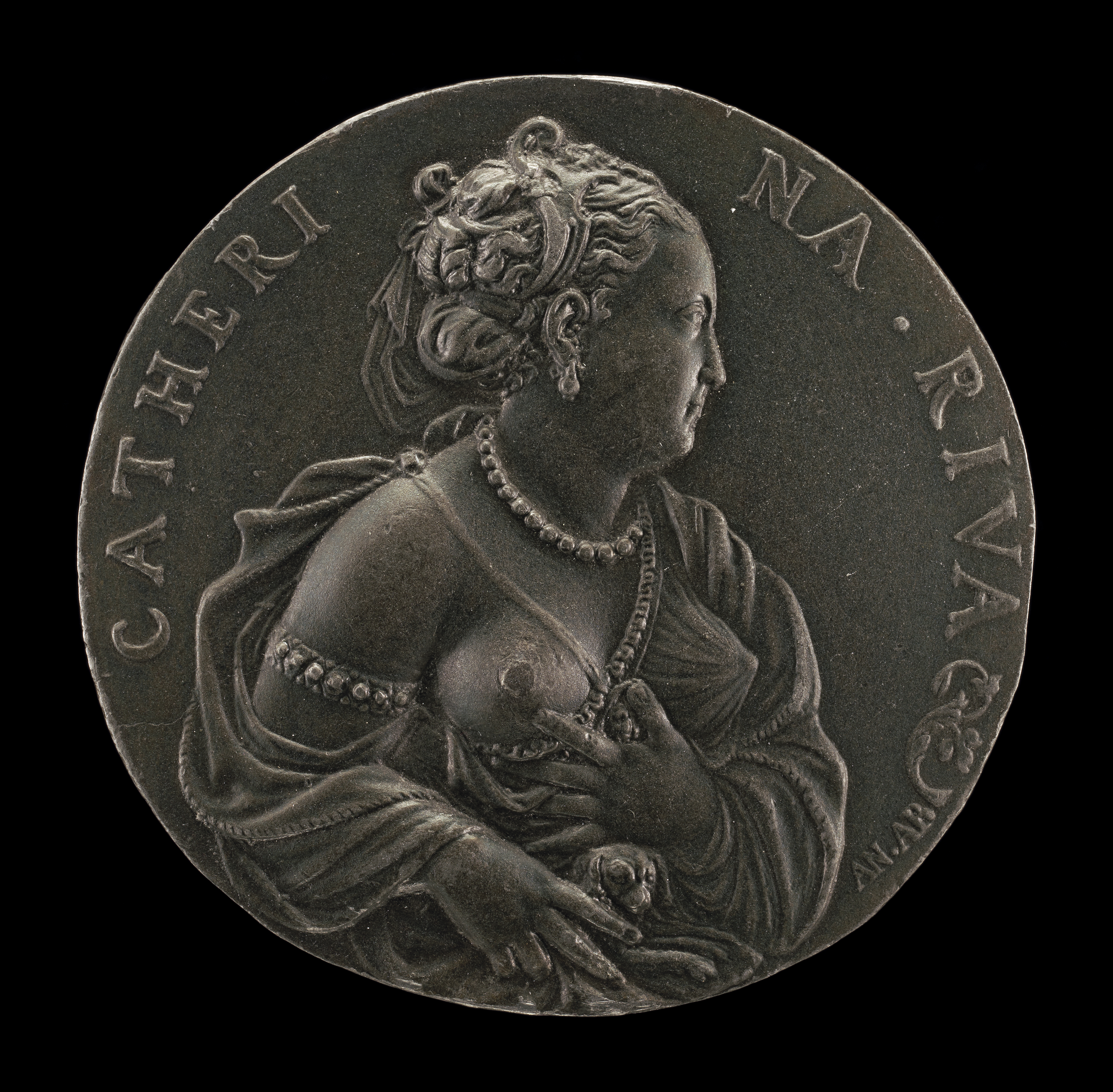
Medaile Catheriny Riva, olovo, originál asi 1560

Antonio Abondio (1538, Riva del Garda – 22. května 1591, Vídeň) byl italský medailér a ceroplastik období rudolfinského manýrismu.

## Život
Pocházel z výtvarnické rodiny v tridentském kraji. Vyučil se u svého stejnojmenného otce, titulovaného Antonio Abondio l'Ascona podle původu z Ascony a dále byl pravděpodobně žákem sochaře Leone Leoniho, ve Florencii byl ovlivněn ceroplastikou G. A. Rossiho. Dále cestoval po Německu a Rakousku.
Od roku 1567 působil jako portrétista - medailér a ceroplastik, od roku 1574 byl evidován na dvoře císaře Maxmiliána II. ve Vídni a po jeho smrti od konce roku 1576 na dvoře císaře Rudolfa II. v Praze. Od roku 1583 dostával pravidelný plat císařského komorního umělce, pracoval střídavě v Praze a ve Vídni. Opět pracovně cestoval, mj. do Španělska a Francie. Jeho syn Alessandro Abondio (1570 - 1648) se vyučil v otcově dílně a pokračoval v téže práci.

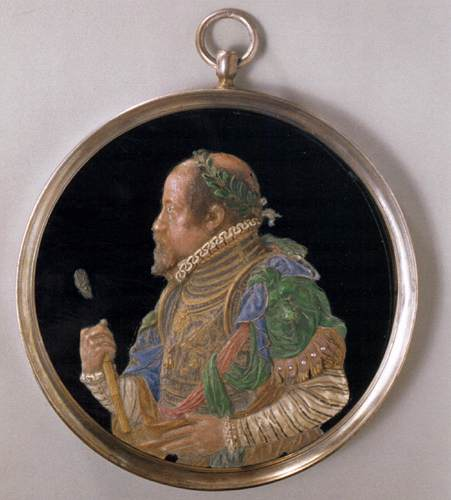
Miniatura císaře Maximiliána II., ceroplastika na břidlici

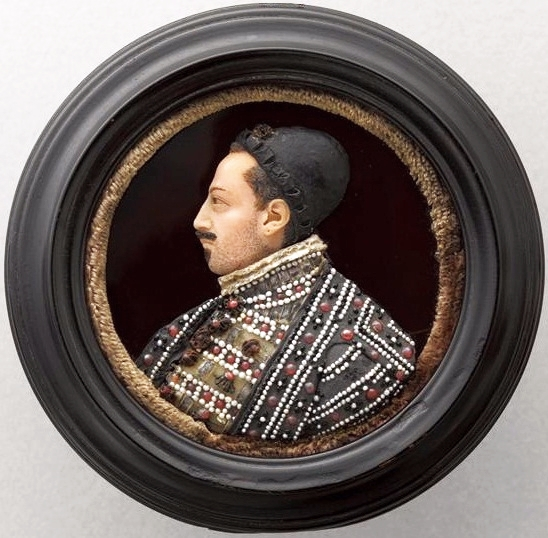
Miniatura francouzského krále Jindřicha z Valois

## Dílo

### Medaile
Vytvořil na tři desítky medailí s portréty panovníků habsburské rodiny a jejich dvořanů. Jeho předlohy portrétních medailí politiků zpracovávaly všechny mincovny monarchie. Příležitostně tvořil také portrétní medaile francouzských panovníků (Jindřich z Valois), svých kolegů a přátel (Jacopo Nizolla da Trezzo). Dále zhotovoval plakety. Svá díla signoval AN AB.

### Ceroplastika
Modely se tehdy běžně zhotovovaly z vosku a reliéfy se dolévayl technikou "na ztracený vosk", takže předloha se nezachovala. Abondio tyto skici dovedl k dokonalosti finální práce. Byl průkopníkem reliéfních portrétních miniatur, odlévaných z vosku, s pestrobarevným a místy zlaceným povrchem. Pro modelaci tváří využil poloprůsvitné konzistence vosku v tělovém zabarvení, ostatní části portrétu byly malovány neprůsvitnou temperou. Technika byla nazvána ceroplastika (řec. ceros = vosk). Ceroplastiku v letech 1607-1611 často zpracovávali současně otec i syn Abondiové, nešlo jen o díla portrétní, ale také z antické mytologie a z bible. Signatura byla AA. Dochovaly se portrétní miniatury: císaře Rudolfa II. (soška z vosku ve sbírce Národního muzeua v Praze), císaře Maxmiliána I. Habsburského a jeho manželky, saského kurfiřta Augusta I. a jeho manželky, francouzského krále Jindřicha z Valois († 1589) a biblické reliéfy, například Kající sv. Marie Magdaléna.

### Sochy

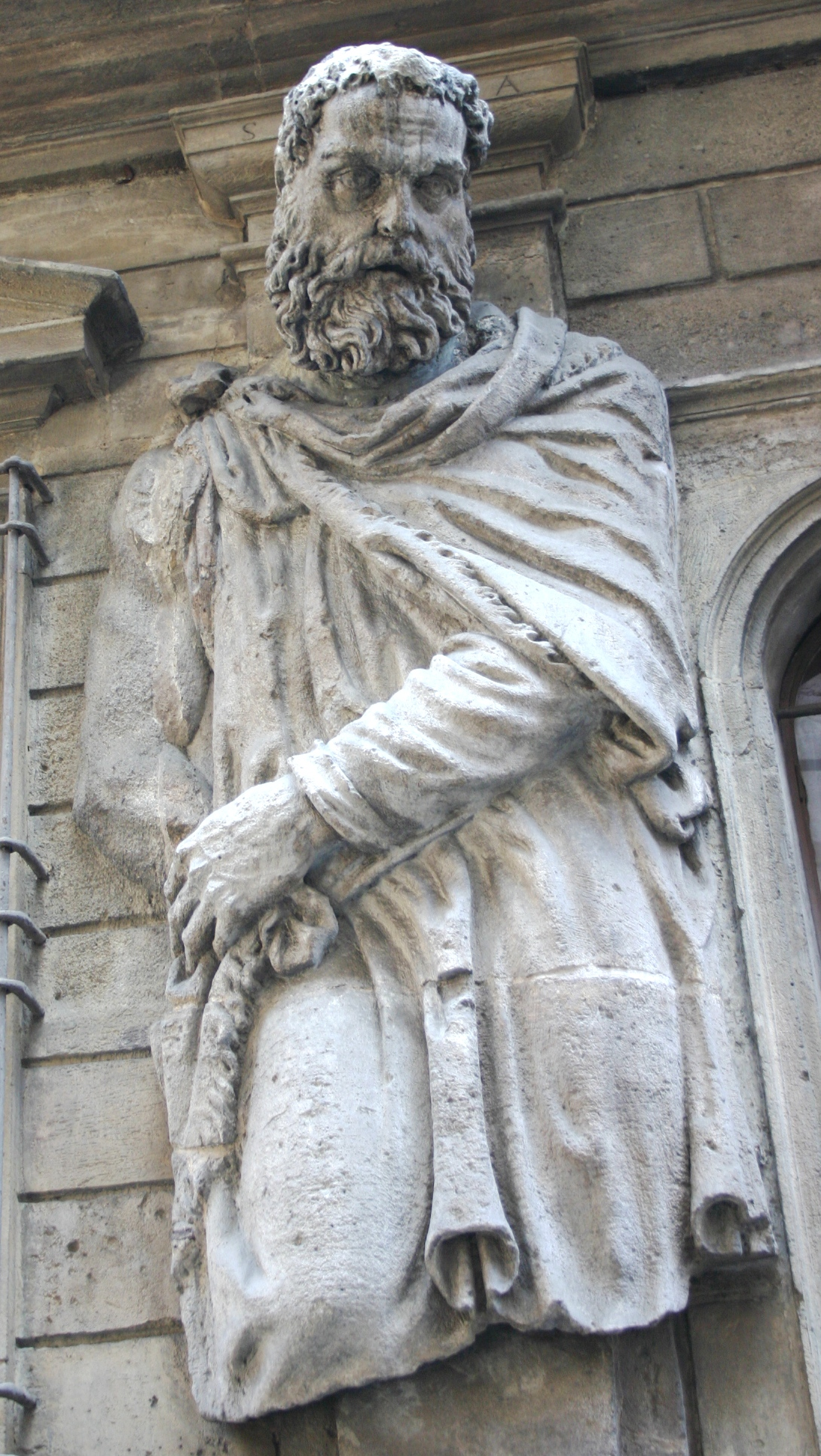
Socha Sarmata, jednoho z osmi atlantů, 1562, Casa degli omenoni v Miláně

V mládí tesal také monumentální kamenné sochy. K nejvýznamnějším patří osm mramorových soch barbarů v nadživotním měřítku, které vytvořil roku 1562 pro průčelí vlastního paláce architekta Leone Leoniho Casa degli Omenoni v Miláně. Poprsí Krista Spasitele a několik portrétů v životní velikosti dal odlít do bronzu.